# Cidreira
Cidreira là một đô thị thuộc bang Rio Grande do Sul, Brasil. Đô thị này có diện tích 246,362 km², dân số năm 2007 là 10919 người, mật độ 44,32 người/km².